# 孫雪祺
孫雪祺（英語：Gigi Sun，1991年9月28日—）是香港無綫電視的新聞從業員，是前財經組記者暨主播，並兼任天氣主播。

## 簡歷
孫雪祺出身於中國山東，在山東省的重點高中畢業，之後到上海師範大學修讀英語系學士課程，期間當過兼職如雙語主持人、翻譯、模特兒，於2012年至2013年畢業前，擔任東方衛視實習生，2015年至2017年成為亞太第一衛視記者，同時在2017年香港中文大學新聞系碩士畢業。她在2018年1月加入無綫電視擔任財經記者。先後主持《普通話新聞報道》，《普通話財經消息》，《普通話天氣報告》，《交易直播室》及《財經演義》等節目。
她的樣貌被指與藝人陳瀅有幾分相似而被香港網民關注。。
2023年7月，孫雪祺離開無綫電視，同年11月突然於社交網宣布參加央視節目《主持人大賽》，該節目在CCTV-1首播。

## 外部連結
- 孫雪祺的Instagram帳戶
- 孫雪祺的Facebook專頁
- 孫雪祺的新浪微博